# St Mary Hoo
St Mary Hoo är en ort och civil parish i grevskapet Kent i sydöstra England. Orten ligger i enhetskommunen Medway på halvön Hoo, cirka 10 kilometer nordost om Rochester. Civil parishen hade 243 invånare vid folkräkningen år 2021.